# 1928년 동계 올림픽 스피드스케이팅 남자 500m
스위스 장크트모리츠에서 열린 1928년 동계 올림픽 스피드 스케이팅의 남자 500m 종목은 1928년 2월 13일에 진행됐다. 기록이 같아 '동메달'을 3명이 수여받았다.

## 메달리스트
| 금                                               | 은                       | 동                                                         |
| 베른트 에벤센 · 노르웨이클라스 툰베르그 · 핀란드 | 공동 1위로 수여되지 않음 | 존 퍼렐 · 미국야코 프리만 · 핀란드로알드 라르센 · 노르웨이 |

## 기록
이번 대회이전에 다음과 같은 세계 기록과 올림픽 기록이 세워져 있었다. 이번 대회에서 7명의 선수가 아래에 있는 올림픽 기록보다 빨리 달렸고, 베른트 에벤센과 클라스 툰베르그가 올림픽 기록을 43.4초로 경신했다.
| 세계 기록   | 43.1(*) | 로알드 라르센 | 다보스 (SUI) | 1928년 2월 4일  |
| 올림픽 기록 | 44.0    | 찰스 주트로   | 샤모니 (FRA) | 1924년 1월 26일 |

(*) 기록은 해발 1000m 이상 고도에서 치러졌고, 자연적으로 얼려진 얼음 위에서 기록되었다. 

## 결과
| 순위 | 선수                            | 기록 |
| ---- | ------------------------------- | ---- |
| 1    | 클라스 툰베르그 (FIN)           | 43.4 |
| 1    | 베른트 에벤센 (NOR)             | 43.4 |
| 3    | 존 퍼렐 (USA)                   | 43.6 |
| 3    | 로알드 라르센 (NOR)             | 43.6 |
| 3    | 야코 프리만 (FIN)               | 43.6 |
| 6    | 요콘 페데르센 (NOR)             | 43.8 |
| 7    | 찰스 고르만 (CAN)               | 43.9 |
| 8    | 베르텔 바크만 (FIN)             | 44.4 |
| 9    | 오스카르 올센 (NOR)             | 44.7 |
| 10   | 에디 머피 (USA)                 | 44.9 |
| 11   | 토이보 오바스카 (FIN)           | 45.2 |
| 11   | 윌리 로건 (CAN)                 | 45.2 |
| 11   | 어빙 재피 (USA)                 | 45.2 |
| 14   | 로스 로빈슨 (CAN)               | 45.9 |
| 15   | 크리스트프리드 버마이스터 (EST) | 46.2 |
| 16   | 알베르츠 룸바 (LAT)             | 46.3 |
| 17   | 발렌타인 바이얼러스 (USA)       | 46.5 |
| 18   | 프리츠 모저 (AUT)               | 46.7 |
| 19   | 졸탄 에외트뵈스 (HUN)           | 46.8 |
| 20   | 프리츠 융블루트 (GER)           | 47.2 |
| 21   | 오토 폴라첵 (AUT)               | 47.5 |
| 22   | 알렉산더 미트 (EST)             | 47.7 |
| 23   | 구스타프 안데르손 (SWE)         | 47.9 |
| 24   | 에르하르트 마이케 (GER)         | 49.1 |
| 24   | 루돌프 리들 (AUT)               | 49.1 |
| 26   | 레온하르드 콰글리아 (FRA)       | 49.5 |
| 27   | 시엠 헤이덴 (NED)               | 49.9 |
| 28   | 샤를 타온 (FRA)                 | 50.1 |
| 28   | 켕스투티스 불로타 (LTU)         | 50.1 |
| 30   | 프레드릭 딕스 (GBR)             | 53.4 |
| 31   | 레오나르드 스튜어트 (GBR)       | 54.8 |
| 32   | 시릴 호른 (GBR)                 | 54.9 |
| 33   | 빔 코스 (NED)                   | 56.2 |

## 참조
- 올림픽 공식 리포트보관됨 2010-12-17 - 웨이백 머신